# Лесной домик

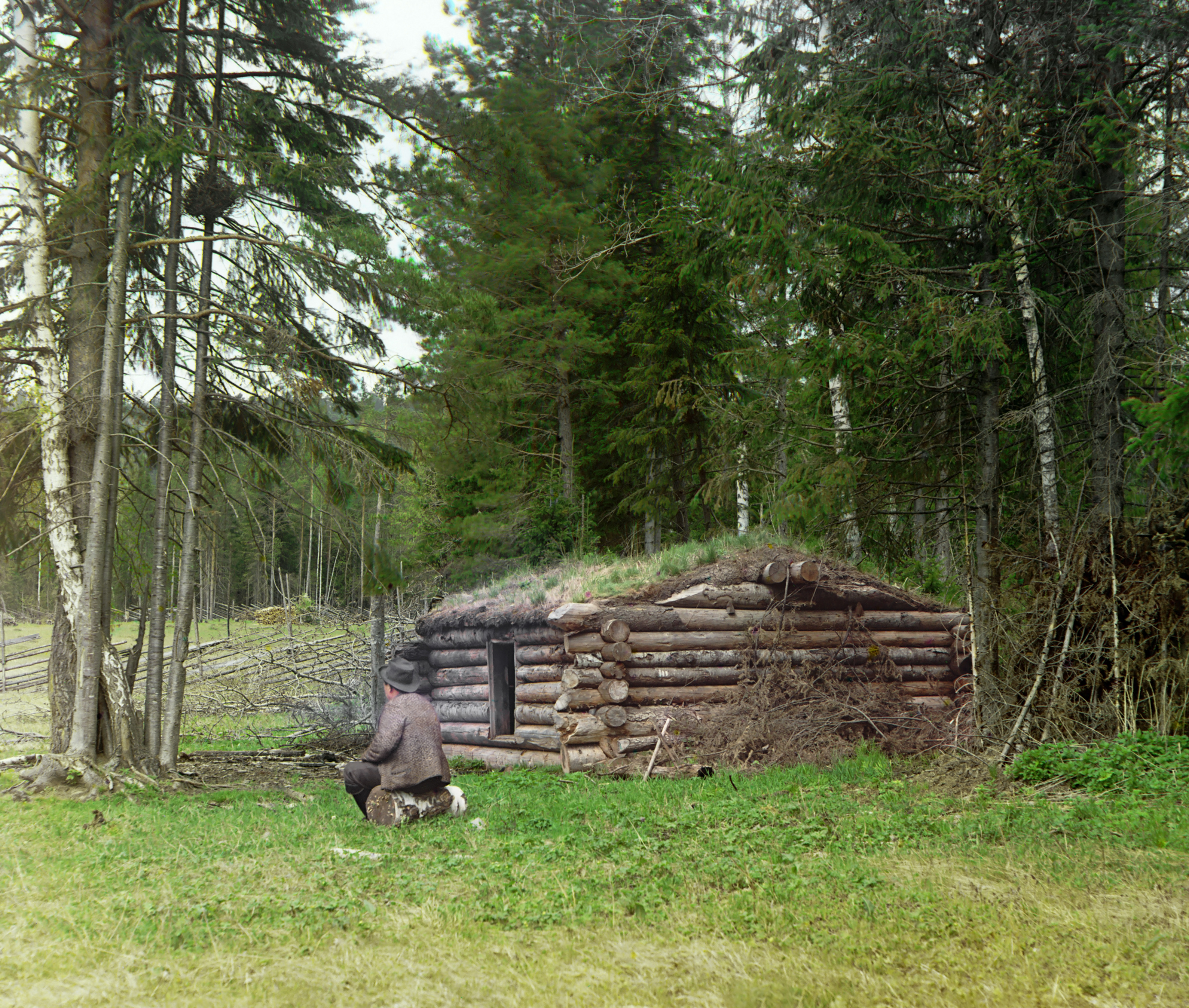
Курная изба (лесной домик) дровосеков рядом с рекой Чусовой, 1912 г. Фото С. М. Прокудина-Горского

Лесной домик (лесная избушка) — временное, сезонное жильё во время деятельности в лесу вне поселения: у лесных дорог и охотничьих троп (охотничий домик), на дальних промыслах (промысловая избушка) и сенокосах. Это свободный дом с открытым входом для краткосрочного проживания. Эти хижины обычно расположены в дикой природе, национальных парках и туристических тропах. Встретить такие домики можно в Финляндии, в меньшей степени в Швеции, Норвегии, Великобритании и России. В Финляндии в 2008 году насчитывалось не менее 458 лесных домиков.

## История

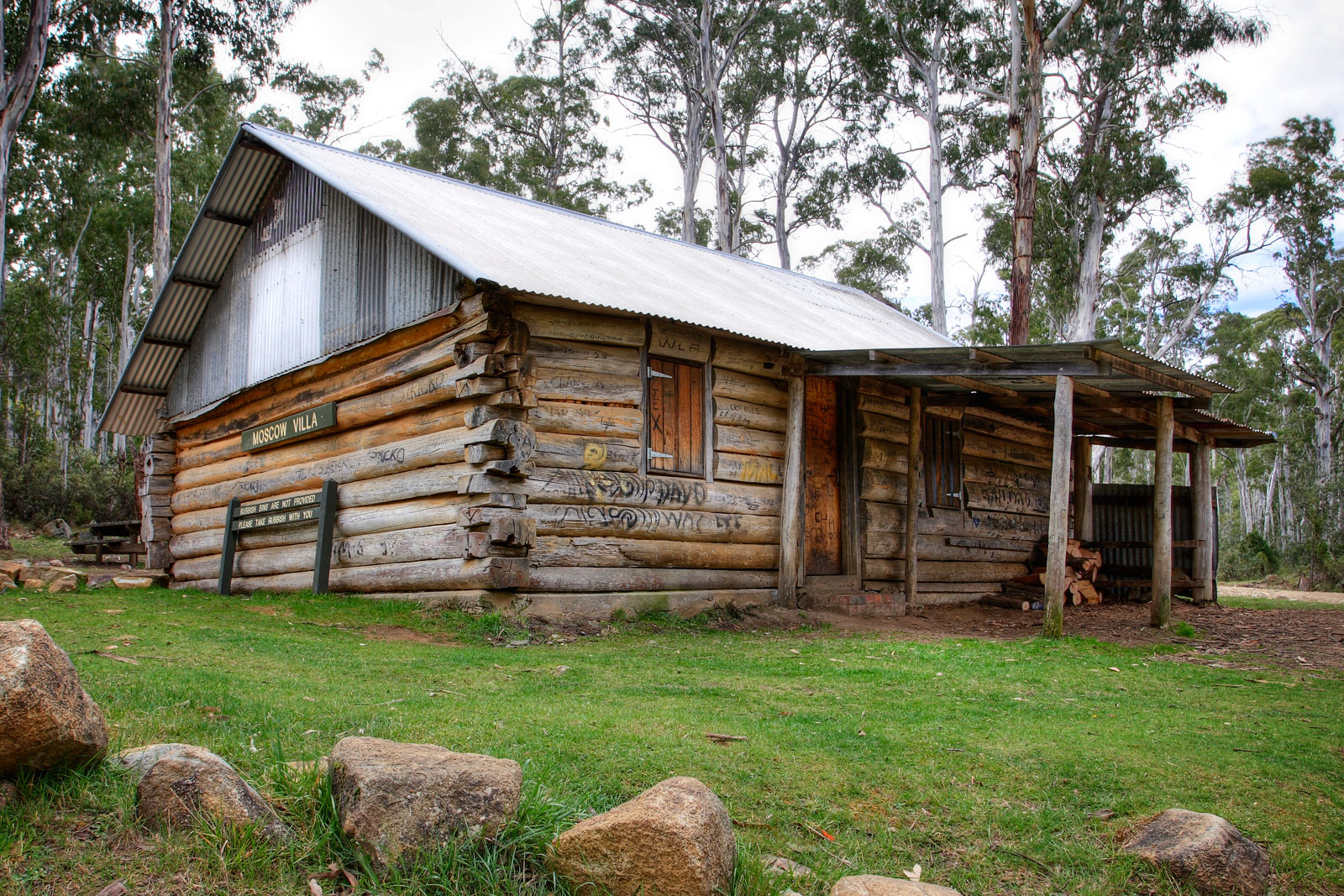
Хижина Moscow Villa в Виктории, Австралия

Традиция строить лесные хижины и усадьбы началась в конце XVIII века, когда было начато строительство жилья для прохожих пешеходов. В XIX веке власти Финляндии начали строить лесные укрытия. Позже, в XX веке, лесные хижины начали строить для туризма. Эти дома также строились для оленеводства и охоты.

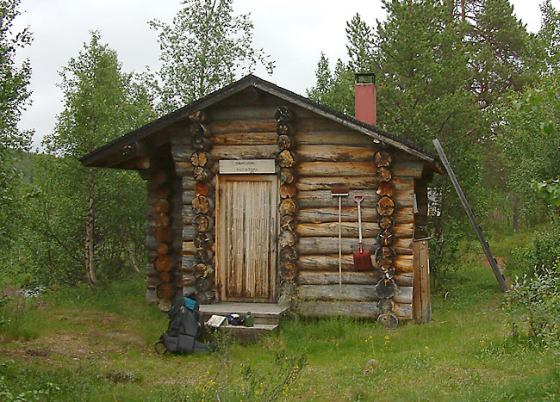
Лесная избушка в национальном парке Лемменйоки, Финляндия

Такие строения ставили на протяжении длинных дорог и у начала водных путей. Помимо основного назначения, лесные домики использовались как ориентиры. На Русском Севере такая избушка называлась едома, кушня (Архангельская область), зимовка (Костромская область), в Сибири — зимовье, зимовьё, балаган, пу́тика:338-339, в Карпатах — колыба.
Охотничью избушку ставили в дальней части тропы, так что она обычно располагалась в верховьях ручья, на водоразделе. Иногда одна семья ставила несколько избушек на расстоянии одного дня пути друг от друга. Иногда одной избушкой владели несколько семей. Промысловые избушки поморов располагались на берегу моря или озера в местах сезонного лова. Охотничий домик символизировал права его хозяина на ближайшую часть леса. Тем не менее, обычно домиком для ночёвки мог воспользоваться любой:338-340.
По сравнению с постоянным жильём лесные дома, как и всякое временное жильё, имеют более примитивную конструкцию: обычно небольшие, размером с баню, иногда полуземлянки, с печью по-чёрному или даже открытым очагом в центре строения, вдоль дальней от входа стены располагались нары. Избушка могла быть совсем маленькой, так что в неё можно было только заползти, чтобы поспать. В больших избах часто ставили клетку — амбар для хранения припасов:338-339. Знатные особы строили себе целые охотничьи дворцы.

В русских поверьях лесная избушка считалась владением лесных духов, поэтому принято было просить у них разрешения войти в неё и переночевать, иначе нечистая сила могла обидеться и выгнать человека. Ходили былички и о том, как нежить приходила в гости в лесные домики. Впрочем, известны случаи, когда слухи о нечисти распускал сам хозяин избушки, чтобы отпугнуть от неё других:340-348.

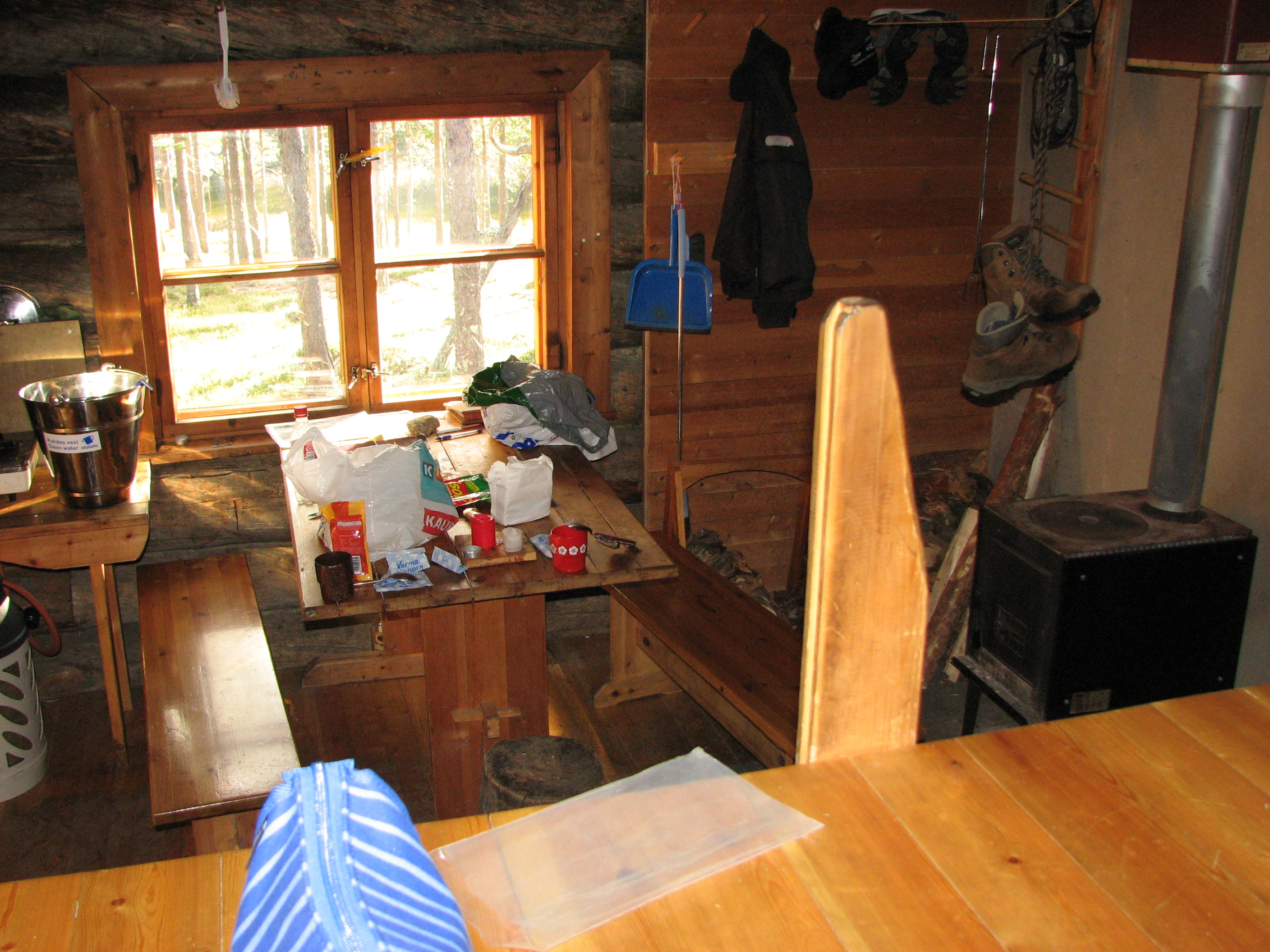
Обычно есть обеденный стол, камин и мундштук, многие также имеют газовую плиту. На снимке: лесная хижина Юрккяваара в национальном парке Урхо Кекконен

## В искусстве
Лесные хижины или охотничьи домики часто описываются в различных жанрах художественной литературы, также они фигурируют в фильмах, например, «Хижина», «Хижина в лесу», «Зловещие мертвецы» и других.

## Галерея

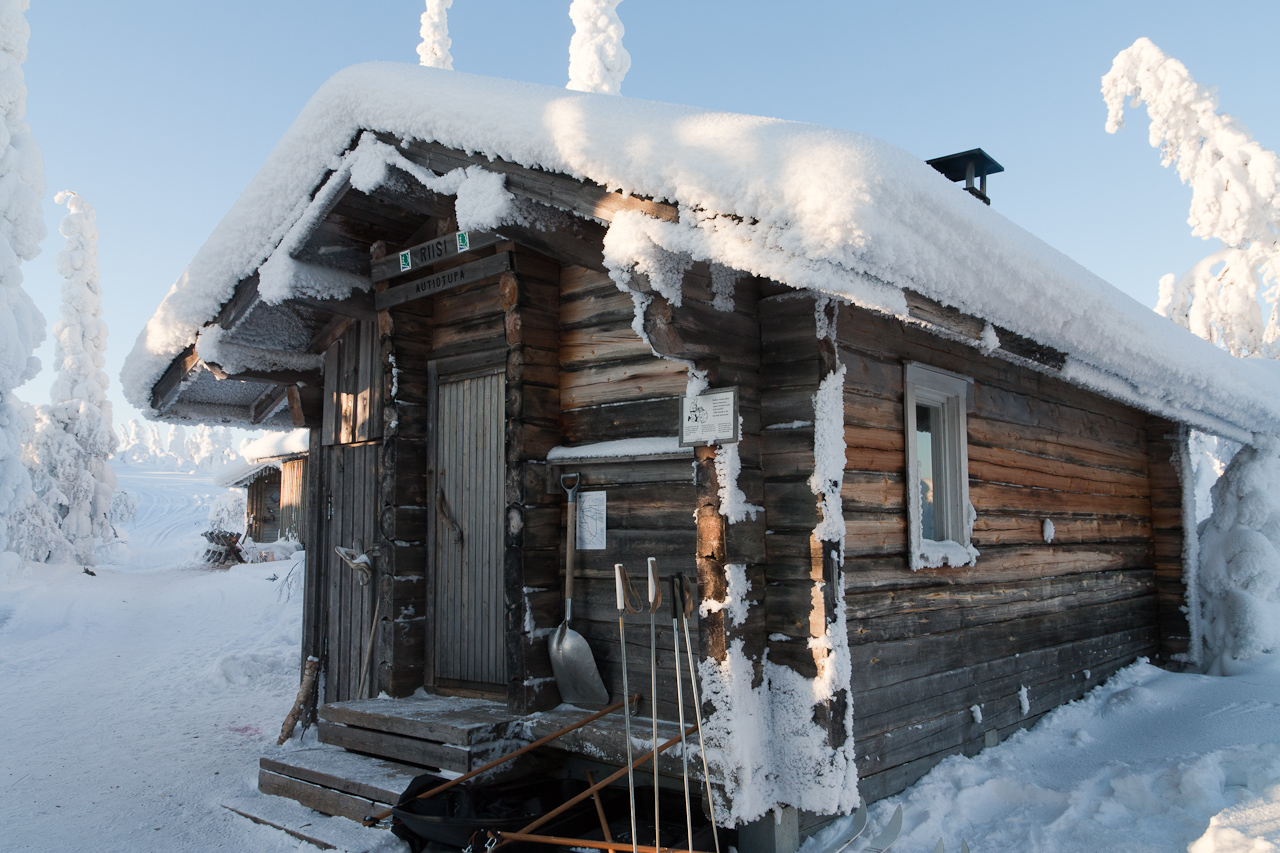
Лесной домик в национальном парке Финляндии Рииситунтури
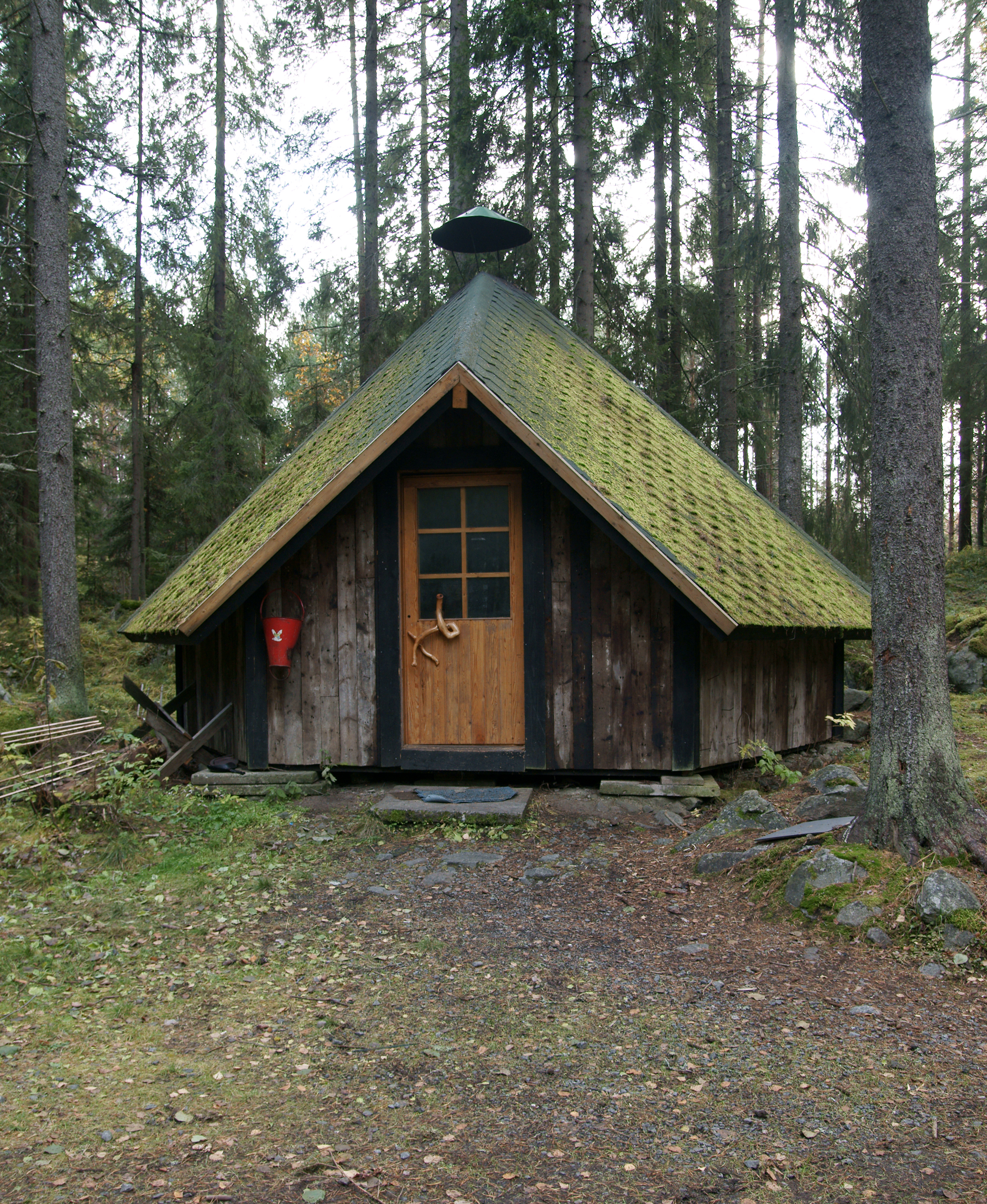
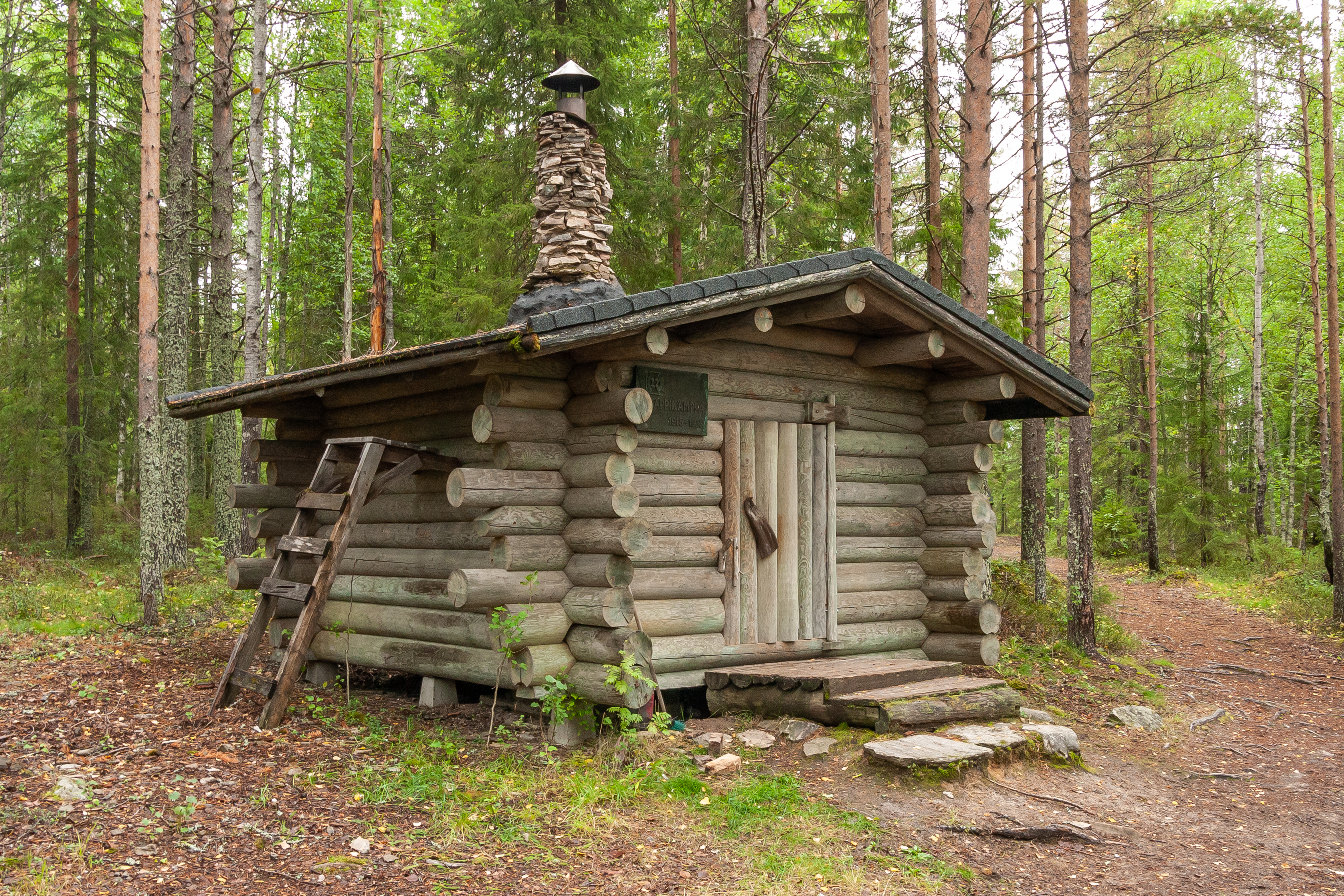
Лесная изба близ Кеминмаа (Лапландия, Финляндия)
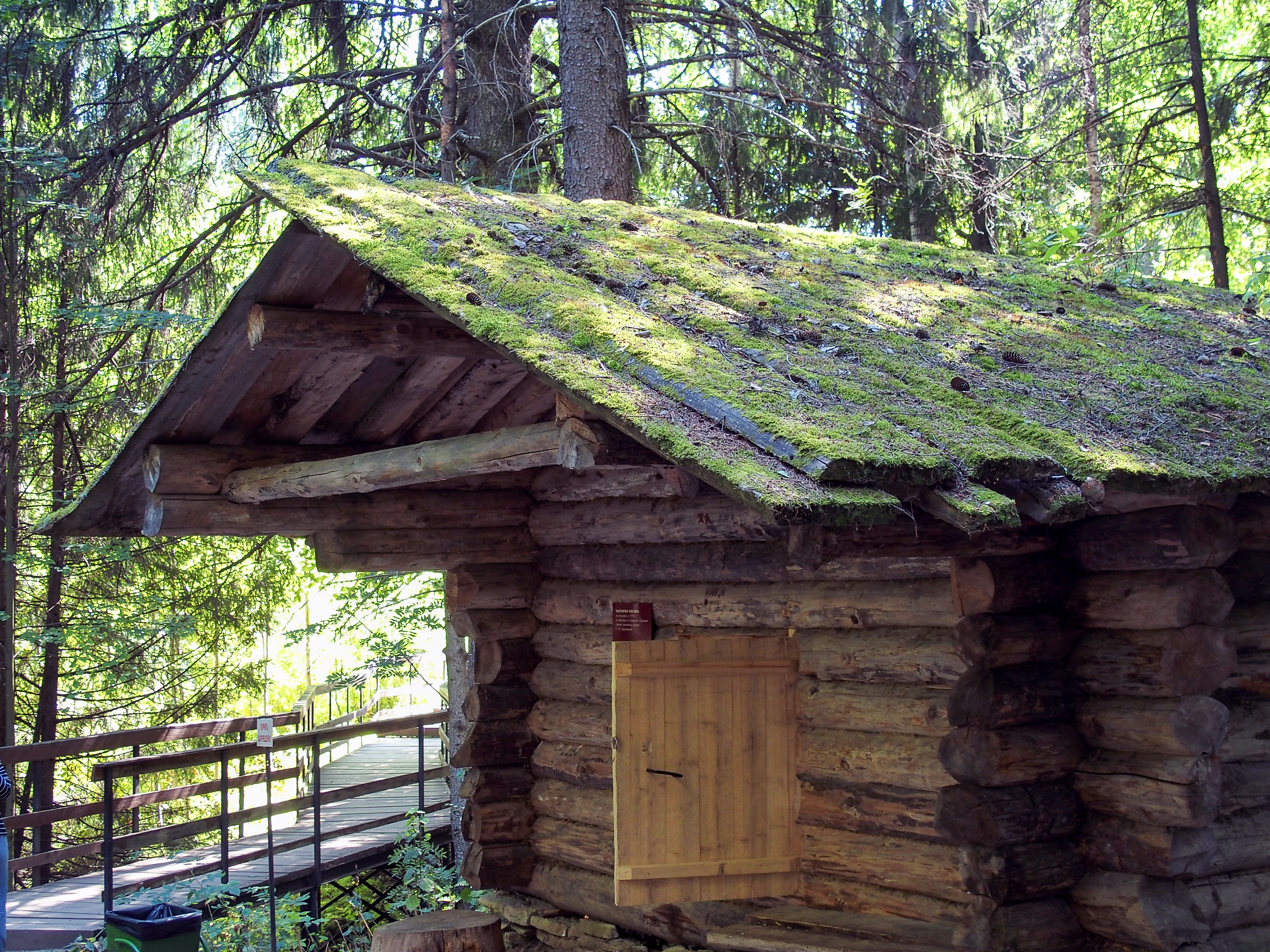
Охотничья избушка в музее-заповеднике «Хохловка» (Пермский край, Россия)
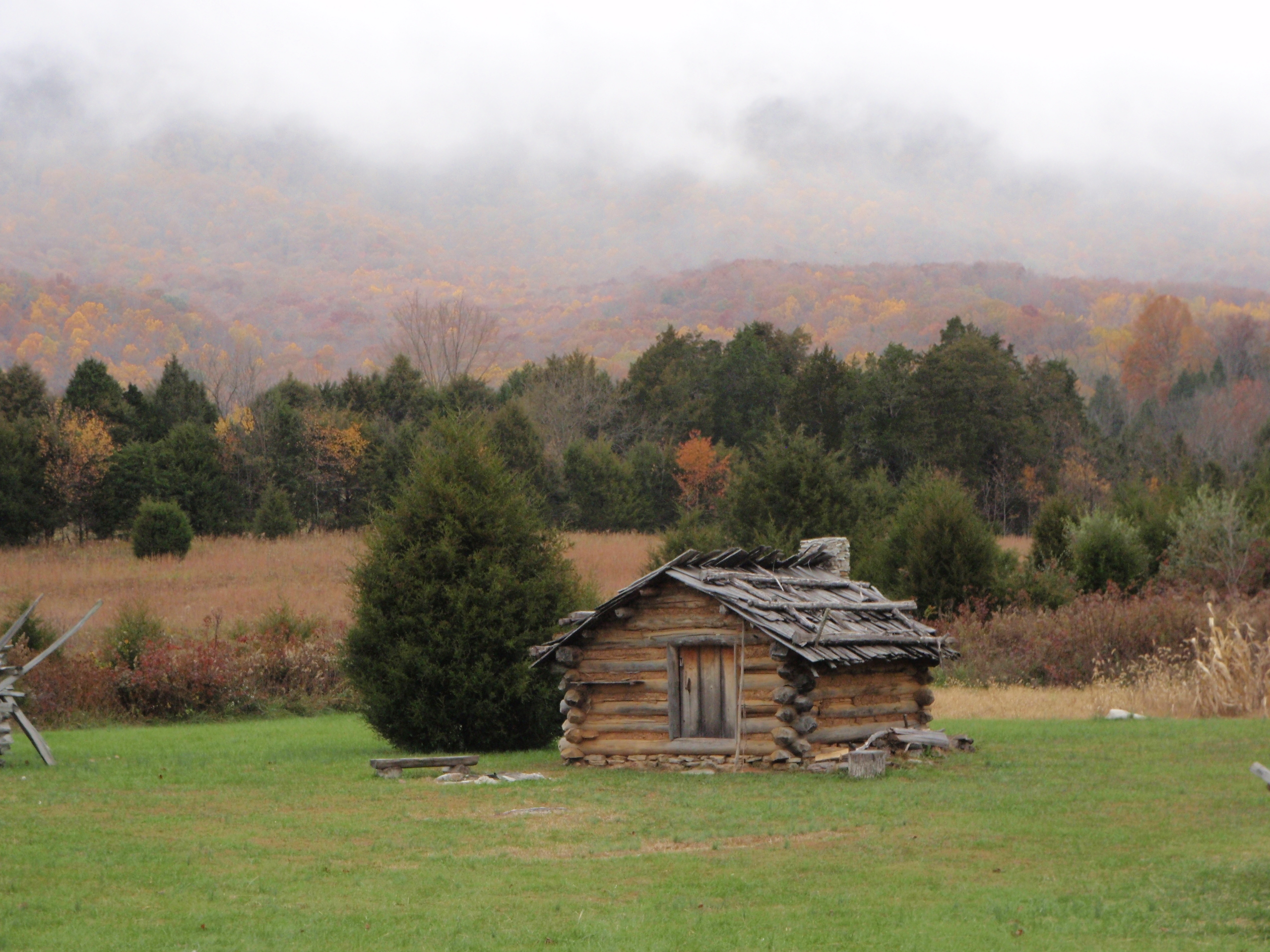
Охотничья изба, национальный парк «Wilderness Road», штат Виргиния, США
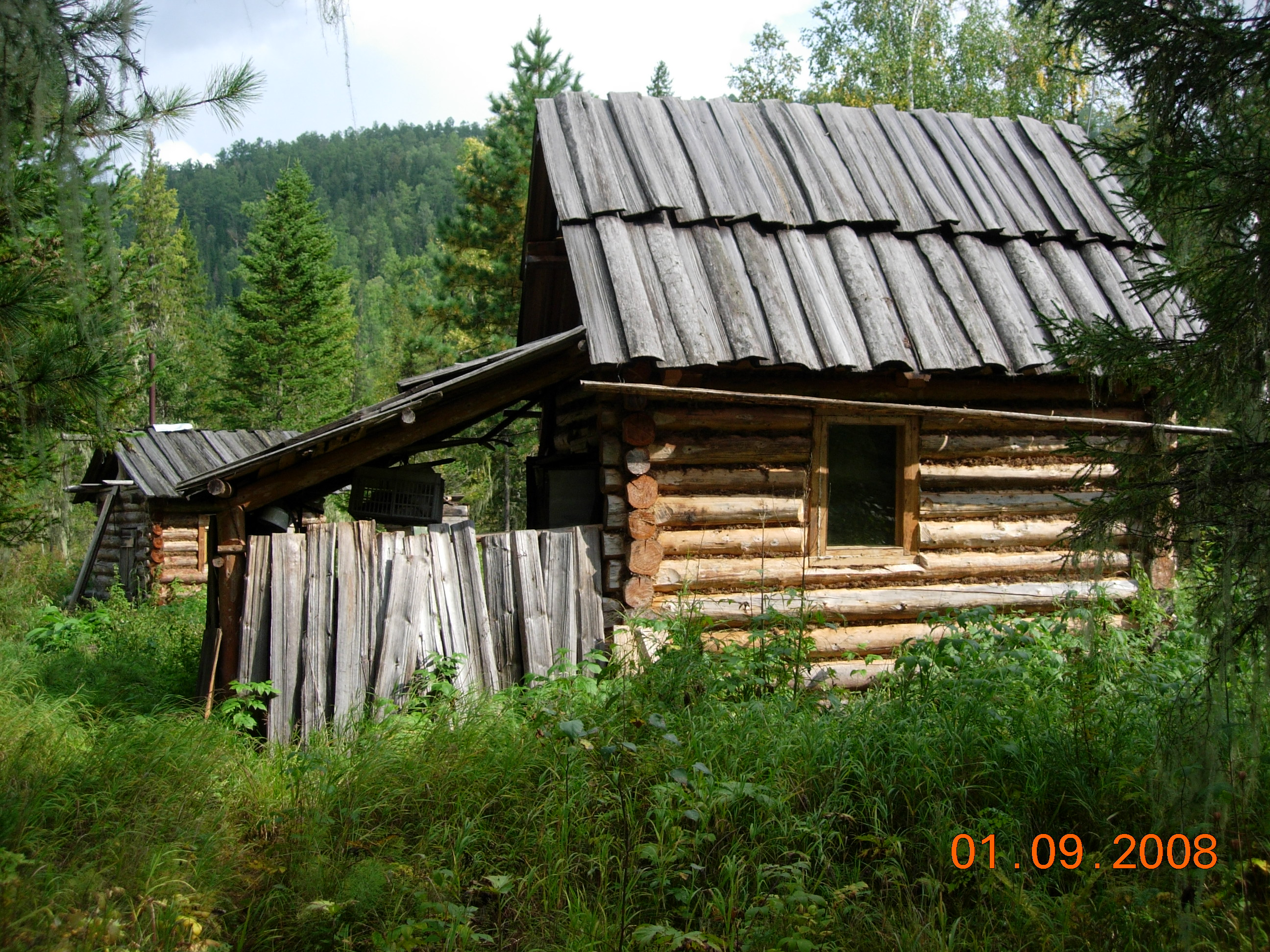
Охотничий домик в Ирбейском районе Красноярского края
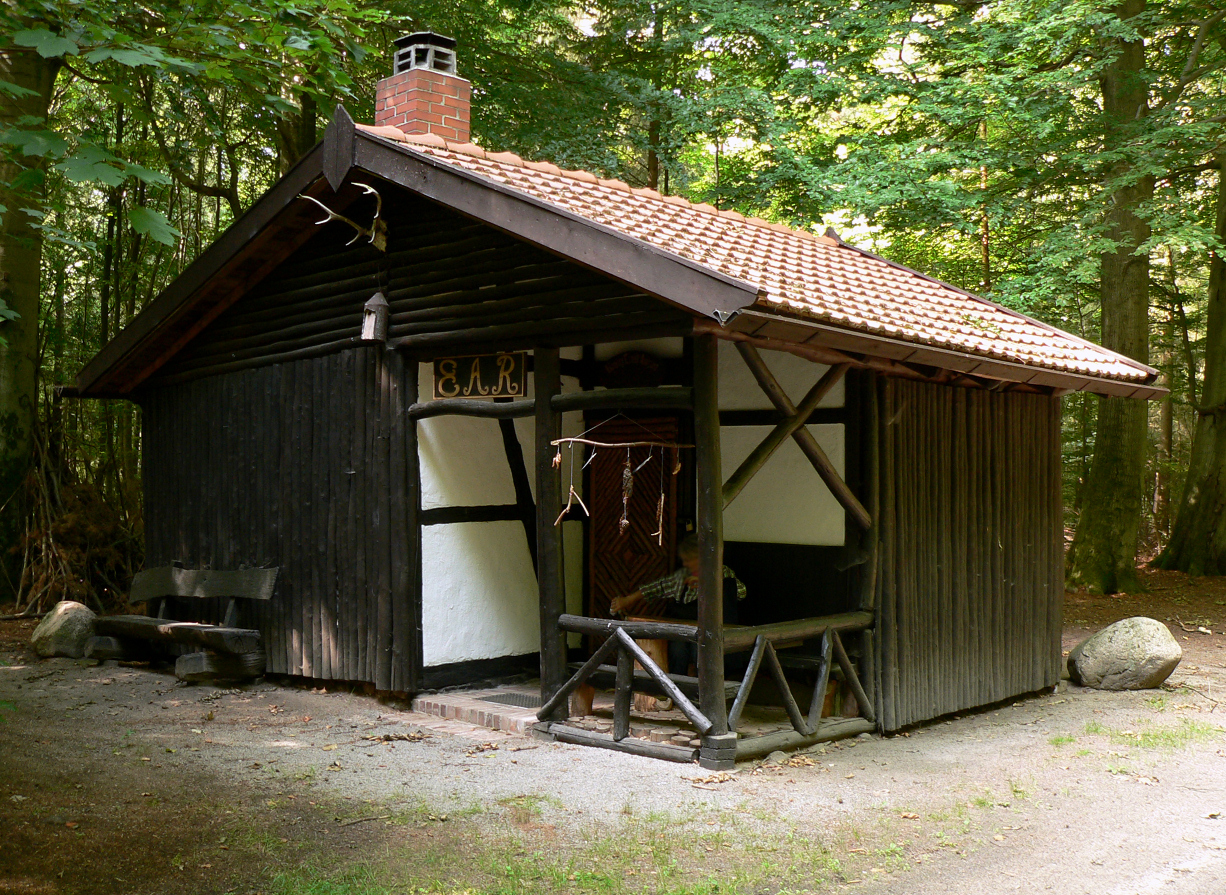
Охотничий домик в лесу Гриндервальд, Нижняя Саксония, Германия
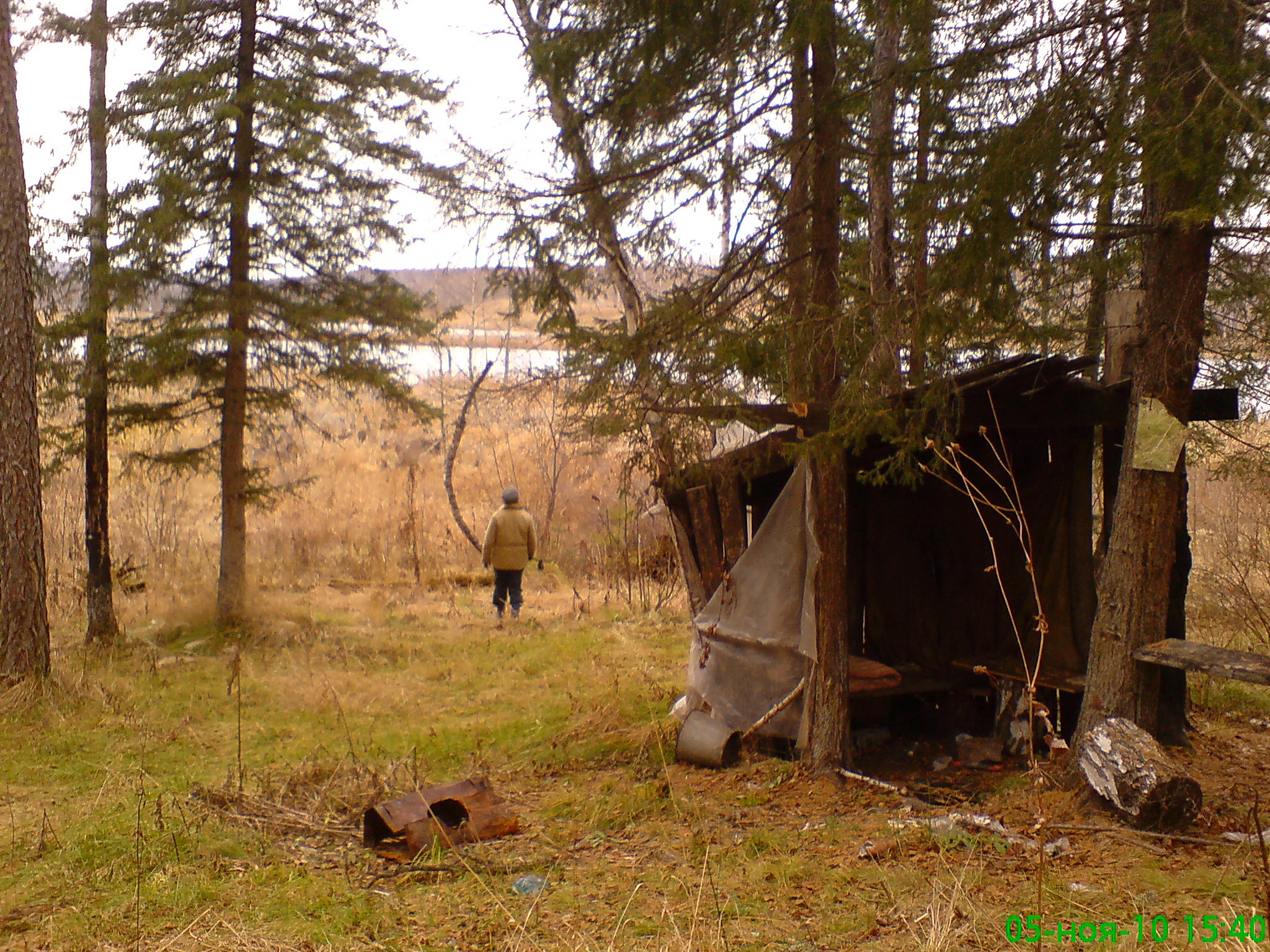
Рыбацкая времянка, Саянский район Красноярского края